# Randell Harrevelt
Randell Jenoraldo Cecil Harrevelt (Amsterdam, 8 gennaio 1993) è un calciatore olandese, centrocampista del San Marco.

## Carriera

### Nazionale
Nel 2019 ha esordito con la nazionale arubana.

## Statistiche

### Cronologia presenze e reti in nazionale
| Cronologia completa delle presenze e delle reti in nazionale ― Aruba | Cronologia completa delle presenze e delle reti in nazionale ― Aruba | Cronologia completa delle presenze e delle reti in nazionale ― Aruba | Cronologia completa delle presenze e delle reti in nazionale ― Aruba | Cronologia completa delle presenze e delle reti in nazionale ― Aruba | Cronologia completa delle presenze e delle reti in nazionale ― Aruba | Cronologia completa delle presenze e delle reti in nazionale ― Aruba | Cronologia completa delle presenze e delle reti in nazionale ― Aruba |
| Data                                                                 | Città                                                                | In casa                                                              | Risultato                                                            | Ospiti                                                               | Competizione                                                         | Reti                                                                 | Note                                                                 |
| -------------------------------------------------------------------- | -------------------------------------------------------------------- | -------------------------------------------------------------------- | -------------------------------------------------------------------- | -------------------------------------------------------------------- | -------------------------------------------------------------------- | -------------------------------------------------------------------- | -------------------------------------------------------------------- |
| 6-9-2019                                                             | Willemstad                                                           | Aruba                                                                | 0 – 1                                                                | Guyana                                                               | CONCACAF Nations League 2019-2020 - Fase a gironi                    | -                                                                    | 88’                                                                  |
| 9-9-2019                                                             | North Sound                                                          | Antigua e Barbuda                                                    | 2 – 1                                                                | Aruba                                                                | CONCACAF Nations League 2019-2020 - Fase a gironi                    | -                                                                    | 63’                                                                  |
| 12-10-2019                                                           | Kingston                                                             | Giamaica                                                             | 2 – 0                                                                | Aruba                                                                | CONCACAF Nations League 2019-2020 - Fase a gironi                    | -                                                                    | 46’                                                                  |
| Totale                                                               |                                                                      | Presenze                                                             | 3                                                                    |                                                                      | Reti                                                                 | 0                                                                    |                                                                      |